# Telefonverkauf
Als Telefonverkauf wird eine Form des Direktvertriebs bezeichnet, bei der die Akquise, die Beratung und der Vertragsabschluss in Teilschritten oder komplett per Telefon vorgenommen werden. Der Verkauf kann durch angestellte Verkäufer oder durch ein Callcenter als Dienstleister durchgeführt werden.

## Ziele
- Generierung neuer Geschäftskontakte zu Interessenten oder potenziellen Kunden (sogenannte Leads)
- Zielgruppenspezifische Segmentierung und absatzorientierte Bedarfsanalyse
- Vorbesprechung (Vorqualifizierung) und Terminvereinbarung für Außendienstbesuche
- Angebotsnachverfolgung (Nachfassen), Interessenten- und (Stamm-)Kundenbetreuung

## Bewertung
Aus Kostenaspekten hat sich der Telefonverkauf neben dem aufwändigen Außendienstvertrieb oder dem Unterhalt von Ladengeschäften und dem Versenden von Drucksachen etabliert. Er erzielt deutlich höhere Bestellquoten als ein durchschnittlicher Werbebrief.
Der betriebswirtschaftliche Nutzen des Telefonverkaufs basiert zum einen auf einer relativ höheren Effizienz und zum anderen auf vergleichsweise geringen Kosten gegenüber anderen Vertriebsformen. Telefonate erzeugen durch eine gezielte persönliche Ansprache der Angerufenen eine höhere Aufmerksamkeit als andere Werbeträger. Da der Angerufene unmittelbar am Telefon reagiert kann die Adresse entsprechend qualifiziert werden für spätere Aktionen, z. B. können Adressen, die grundsätzlich keinen Bedarf an dem angebotenen Produkt oder Dienstleistung haben, aussortiert bzw. entsprechend kenntlich gemacht werden. Der Telefonverkauf ist zudem zeit- und kostensparend für Anbieter und Angerufenen, da für eine Beratung oder ein Verkaufsgespräch kein Ortswechsel nötig ist. Gleichzeitig ist die Möglichkeit der interaktiven Kommunikation ein wirkungsvolles Element in Vertrieb und Service, da auf Fragen oder Probleme des (potenziellen) Kunden unmittelbar und individuell eingegangen werden kann und durch ein unterstützendes Telefonmarketing (Innenvertrieb) kann der Außendienst von unproduktiven Aktivitäten entlastet werden und sich auf erfolgversprechende Interessentenbesuche vor Ort konzentrieren. Verschiedene Kampagnen können untereinander verglichen und Verbesserungsmöglichkeiten herausgearbeitet werden.
Ein professionelles und nachhaltig erfolgreiches Telefonmarketing verursacht, wenn es nicht automatisiert erfolgt, über die reinen Telekommunikations- und Personalkosten hinaus aber auch einen erheblichen Aufwand. Insbesondere in Märkten mit erklärungsbedürftigen Produkten bedingt ein hoher Beratungsbedarf eine umfassende Qualifikation der Telefonverkäufer, die durch regelmäßige Schulungen und ein Qualitätsmanagement im Callcenter sichergestellt werden kann. Dem Outsourcing sowie der Verlagerung dieser Tätigkeiten in Niedriglohnländer sind enge Grenzen gesetzt, weil Sprachprobleme bzw. Inkompetenz der Telefonverkäufer von den Angerufenen schnell bemerkt und nicht geschätzt werden. Moderne CRM- oder Callcentersoftware bietet hier eine Reihe von automatisierten Hilfen zur Effizienzsteigerung und Kostenersparnis.

### Rechtliches
Telefonverkauf wird in Deutschland durch das Bundesdatenschutzgesetz (BDSG), das Gesetz gegen unlauteren Wettbewerb (UWG) sowie das Telemediengesetz (TMG) reglementiert. Eingehende Anrufe (Inbound) sind rechtlich völlig unproblematisch. Bei ausgehenden Anrufen (Outbound) muss zwischen Privatpersonen (B2C) und Unternehmen (B2B) unterschieden werden. Während bei Privatpersonen werbliche Anrufe ohne Einwilligung grundsätzlich verboten sind, wie beispielsweise das Slamming, können Unternehmen gegenüber anderen Unternehmen auch schon werben, wenn eine mutmaßliche Einwilligung gemäß § 7 Abs. 2 Nr. 2 UWG vorliegt, also ein sachliches Interesse des angerufenen Unternehmens vermutet werden kann.
Diesen rechtlichen Rahmenbedingungen tragen moderne CRM-Lösungen Rechnung durch verschiedene Instrumente für ein rechtskonformes Management. Zum einen ist dies die Möglichkeit, pro Kampagnenstufe eine abgehende Rufnummer frei zu übertragen in Kombination mit dem Leistungsmerkmal „Clip no Screening“ des Carriers, vor allem aber durch die Integration eines Opt-in-Verfahrens.